# Чарівні гітари
Чарівні гітари — український радянський вокально-інструментальний ансамбль (ВІА), заснований 1973 року у Києві московським музикантом і продюсером Борисом Волгіним. У репертуарі ансамблю були переважно джаз‑рокові версії пісень радянських і іноземних авторів.

## Історія

### Заснування і перший склад
Ансамбль «Чарівні гітари» був заснований у 1973 році в Києві бас-гітаристом Борисом Волгіним. Колектив сформувався на базі музикантів із московського ВІА «Голубые гитары», спочатку працюючи в структурі Київської філармонії та концертного об'єднання «Укрконцерт». Назву колективу, «Чарівні гітари», вигадав сам Волгін, щоб вона була схожою на назву популярного в той час польського гурту «Червоні гітари».
Перший склад ансамблю сформувала основа з музикантів, які раніше належали до ВІА «Голубые гитары» після навчання у керівника Ігоря Яковича Гранова. До початкового складу увійшли: Борис Волгін (художній керівник, бас-гітара), Микола Сахаров (соло-гітара), Стас Борисов (вокал, саксофон), Віктор Дегтярьов (ударні інструменти), Леонард Арсланьян, Наталя Гура, Рафаель Аюпов (вокал).
На ранньому етапі колектив виконував репертуар ВІА «Голубые гитары», а згодом переходив на авторські композиції, створені вже у складі «Чарівних гітар». Так учасники зуміли реалізувати свої творчі задуми та завоювати власне місце в українському вокально-інструментальному русі. Ансамбль активно гастролював по різних регіонах СРСР.
У 1975 році вийшли два міньйони на лейблі «Мелодія», які принесли ансамблю загальносоюзну популярність. До складу першого міньйону увійшли україномовні пісні за композиціями Олексія Екімяна. Колектив також виконував пісні відомих радянських авторів, зокрема «Мне теперь всё равно» (А. Шульга — Л. Дербеньов), що була записана в 1978 році в серії ВІА на «Мелодії». В ефірах союзного й українського радіо часто звучали такі хіти, як «Кольори кохання» (Є. Мартинов — В. Кудрявцев), «Кохай мене» (В. Ярцев — В. Кудрявцев), «Я буду ждать» (солістка — Наталя Гура) та ін.

### Зміна складу та напрямку
Середина 1970-х ознаменувалася значною ротацією складу. До ансамблю влилися музиканти з популярної української групи «Еней», які сприяли розвитку звучання колективу в напрямку джаз-року. У 1978 році був випущений третій міньйон гурту, а у 1980 році, напередодні Олімпіади в Москві, ансамбль записав свій перший «диск-гігант» на «Мелодії», що включав твори радянських і іноземних авторів.
Після цього колектив поступово завершив діяльність — учасники перейшли до таких гуртів як ВІА «Червоні маки» (Тульська філармонія), рок-гурт «Карнавал» (Олександр Барикін), а також до ансамблю Алли Пугачової.
2008 року, до ювілею створення ВІА «Чарівні гітари», вийшов компакт-диск із кращими творами колективу.

## Учасники[4]
- Анікін Олександр — ударні інструменти
- Арсланьян Леонард — вокал
- Аюпов Рафаель — вокал
- Беліков Руслан — клавішні
- Борисов Станіслав — саксофон, флейта, перкусія, вокал
- Волгін Борис — художній керівник, бас-гітара
- Горобець Руслан — клавішні, вокал
- Гура Наталія — вокал
- Дегтярьов Віктор — ударні інструменти
- Євстратов Сергій — фортепіано
- Єфімов Віктор — ?
- Жагун Павло — труба
- Іллєнко Валентин — саксофон-сопрано, флейта
- Кирилін Микола — бас-гітара, бек-вокал
- Колесниченко Олег — вокал
- Кулішевський Яків — вокал
- Лошаков Віктор — ?
- Мозговий Микола — гітара, вокал
- Ніжегородцева Ірина — вокал
- Нурмухаммедова Наталія — вокал
- Ольшанський Борис — ударні інструменти
- Павленко Віктор — вокал, конго, ударні інструменти
- Петриненко Тарас — вокал, клавішні
- Рибак Дмитро — бас-гітара
- Сахаров Микола — гітара-соло
- Семкін Віктор — ?
- Хоменко Олег — вокал
- Цирес Сергій — гітара, вокал

## Дискографія[5]

### 1975, Г62-04933/С62-07409-10/М62-37845-6 (EP) ВІА «Чарівні гітари»
1. Добрый дождик (М.Ожешко-Б.Волгін)
2. Ганка (О.Авагян-сл.нар.)
3. Десятый класс (Б.Монастирський-Ю.Рибчинський)
4. Вместе с гитарой (невід.-Ю.Рибчинський)

### 1977, С62-07125-26 (EP) ВІА «Чарівні гітари». Пісні Олексія Екімяна
1. Ти за мене заміж вийди (М.Сингаївський)
2. Любиш чи не любиш (I.Барах)
3. Киянко мила (В.Кудрявцев)
4. Подаруй (I.Барах)

### 1978, Г62-07201-2/С62-11851-2 (EP) ВІА «Чарівні гітари»
1. Васильковое платье (Шульга-Волгін)
2. Калина (у.н.п.,обр. К.Стеценко)
3. Эта песня (Лисенко)
4. Снег (В.Хропачов-С.Борщевсткий)

### 1980, С60-14911-12 (LP) ВІА «Чарівні гітари»
1. Уходи (Т.Петриненко)
2. Ночной экспресс (Р.Горобець-Р.Мірошник)
3. Тихо шепчет дождь (С.Самоткін-В.Лінкевич)
4. Снег (В.Хропачов-С.Борщевський)
5. Калина (у.н.п.,обр. К.Стеценко)
6. Браво, капитан (Девід Клейтон-Томас)
7. Приходит время (Я.Комман-М.Кондратович)
8. Рута (К.Стеценко-сл.нар.)
9. Не обращаю на тебя внимание (Т.Конч-І.Шенос)
10. Вернись, Мими (Лео Сеєр)

### 2008, MEL CD 6001383 (CD) ВІА «Чарівні гітари». Найкраще
1. Ти за мене заміж вийди (О.Екімян-М.Сингаївський)
2. Рута (у.н.п.)
3. Ганка (О.Авагян)
4. Уходи (Т.Петриненко)
5. Любиш чи не любиш (О.Екімян-І.Барах)
6. Ночной экспресс (Р.Горобець-Р.Мірошник)
7. Тихо шепчет дождь (С.Самоткін-В.Лінкевич)
8. Десятый класс (Б.Монастирський-Ю.Рибчинський)
9. Подаруй (О.Екімян-І.Барах)
10. Добрый дождик (М.Ожешко-Б.Волгін)
11. Не обращаю на тебя внимание (Т.Конч-І.Шенос)
12. Киянко мила (О.Екімян-В.Кудрявцев)